# Phanerochaete binucleospordida
Phanerochaete binucleospordida är en svampart som beskrevs av Boidin, Lanq. & Gilles 1993. Phanerochaete binucleospordida ingår i släktet Phanerochaete och familjen Phanerochaetaceae.   Inga underarter finns listade i Catalogue of Life.